# Susannah McCorkle
Susannah McCorkle (* 4. Januar 1946 in Berkeley; † 19. Mai 2001 in New York City) war eine US-amerikanische Jazz-Sängerin.

## Leben und Wirken
McCorkle war die Tochter eines Anthropologie-Professors, und die Familie zog häufig um. Sie machte ihren High-School-Abschluss in Harrisburg (Pennsylvania) und studierte ab 1964 Sprachen an der Universität Berkeley (Bachelor in italienischer Literatur 1969), wobei sie auch längere Zeit in Mexiko war, arbeitete als Übersetzerin in Paris und Rom (und als Sängerin auf einem italienischen Kreuzfahrtschiff), als sie angeregt durch das Hören von Platten von Billie Holiday stattdessen beschloss, Jazzsängerin zu werden und 1972 nach London zog. 1976 erschien dort ihr Debütalbum („The Music of Harry Warren“) bei EMI, gefolgt von einem Album mit Songs von Johnny Mercer.
Dort traf sie auch ihren Begleit-Pianisten und Ehemann (bis 1980) Keith Ingham, der mit ihr auch nach New York ging. Während dieser Zeit arbeitete sie 1975 auch als Sängerin beim Trompeter Dick Sudhalter in den USA, zog aber erst 1978 permanent nach New York City, wo ein fünfmonatiges Engagement im „Cookery“ in Greenwich Village sie bekannt machte. Sie trat meist mit Piano-Trio-Begleitung im Kabarett-Umfeld auf und nahm ab den 1980er Jahren regelmäßig auf. 1988 hatte sie mit „No More Blues“ und 1990 mit „Sábia“ (mit brasilianischen Songs, die sie teilweise übersetzte), beide bei Concord, große Erfolge. McCorkle hatte eine besondere Affinität für brasilianischen Bossa Nova – ihr Lieblingsstück war „Aguas de Marco“ von Antônio Carlos Jobim –, der außerdem beim Publikum in New York nach wie vor gut ankam.
Sie hatte Auftritte im Lincoln Center und der Carnegie Hall und sang begleitet von den New York Pops unter Skitch Henderson. Nachdem sie eine Brustkrebs-Erkrankung (diagnostiziert 1990) überstanden hatte, litt sie unter Depressionen und 2001 tötete sie sich durch Sturz vom Balkon ihres Apartments in Manhattan.
McCorkle war nach eigenen Worten direkt von Billie Holiday beeinflusst. Sie selbst sah sich weniger als Jazzsängerin und legte besonderen Wert auf die Songtexte, was sie auf ihren Theater-Hintergrund an der Universität zurückführte.
McCorkle schrieb schon an der Universität und veröffentlichte Kurzgeschichten in Magazinen wie Cosmopolitan und Mademoiselle (für „Ramona by the Sea“, veröffentlicht in Mademoiselle 1973, erhielt sie einen der O. Henry-Preise für das gleiche Jahr), arbeitete an einem Roman (1991) bzw. Erinnerungen an ihre Anfangsjahre als Sängerin in Rom und schrieb im New York Times Magazine und American Heritage Porträts von Ethel Waters, Bessie Smith, Mae West, Irving Berlin u. a.
McCorkle war zweimal verheiratet (mit Pianist Ingham und mit CBS-Journalist Dan DiNicola, Trennung 1999, anschließend Scheidung).